# コリブ湖
コリブ湖 （コリブこ、英: Lough Corrib、愛: Loch Coirib）は、アイルランド西部にある湖。コリブ川（またはゴールウェイ川）が流れ、ゴールウェイで海へ注ぐ。国内で最大、アイルランド島内で2番目に大きな湖である。

## 概要
コリブ川またはゴールウェイ川は、ゴールウェイ市で湖と海をつないでいる。国内で最大の湖で、アイルランド島でネイ湖に続き2番目に大きい湖である。面積は176km²で、主にゴールウェイ県にあり、メイヨー県の北東隅にもまたがっている。
12世紀に、アイルランド初の運河が湖に造られた。フライアーズ・カットの名前で知られ、コリブ湖から海へ航行可能になった。
コリブ湖には沼地、フェン、湿潤草地、ヨシ原が広がり、特にシャジクモ属のシャジクモ類が多く生えており、1996年6月16日にラムサール条約登録地となった。また、特別保護地域にも指定されている。

## 地名
コリブ湖は、オーブション湖（Loch Oirbsean）の転訛である。地名伝承によれば、ケルト神話のトゥアハ・デ・ダナーンの一人、海の神であると信じられているマナナン・マクリルの別名オルブセン（Oirbsen）、またはオルブシウ（Oirbsiu）にちなんだ地名である。アイルランド語では、湖は「An Choirib（コリブ）」とも呼ばれる。

## 海洋考古学と海図
2007年以降、コリブ湖の最新の海図を作成するために、地元の測量士および地図製作者によって調査が行われている。国定史跡の水中考古学によって調査され、歴史的に重要な物が発見された。これらには、青銅器時代と鉄器時代の長さが40フィートで複雑に彫刻された丸木舟の「アンナキーン・ボート」、3つのヴァイキングの戦斧を運ぶ10世紀の丸木舟の「カロウモアノック・ボート」、ヴィクトリア朝の遊覧船の残骸が含まれる。湖のすべての歴史的な沈没船は保護されており、潜水するための免許が国定史跡サービスから要求される。

## 野生動物
コリブ湖の野生動物には、クロガモ、アジサシ類、カモメ、タカなどの鳥類やカワウソ、ミンク、オコジョ、カエル、コウモリ、タイセイヨウサケ、ヨーロッパウナギ、シロツメザリガニ、ホンカワシンジュガイなどが含まれる。コリブ湖は南側の浅い浅い盆地と北側の大きな深い盆地の2つの部分に分けることができる。これらは、狭い水路で接続されている。湖の南部と東部の湖底は、沈澱した泥炭の堆積物で覆われた石灰岩の岩盤で埋め尽くされている。周辺は、主に南と東では牧歌的な農地、西と北では沼地がある。湖の基盤に加え、隣接する科学的関心のある森林、不整成虫草原、高層湿原などは、特別保護区に指定されている。特有な植物としてはSpiranthes romanzoffiana、オオバクサフジ、Najas flexilisなどが挙げられる。

## 生態学への脅威
観光客と漁師にとって国際的に恵みをもたらす存在である一方、コリブ湖は多くの歓迎されない外来生物によってさらに有名になっている。

### クリプトスポリジウムの発生
2007年初頭、寄生性の原生動物クリプトスポリジウムが湖水から大量に検出され、ゴールウェイ市、モイカレン、オウタラード、ヘッドフォードの公共用水汚染によってクリプトスポリジウム症の集団感染が続出した。コリブ湖から取られた水は、おそらく動物や人間の糞の移動によって汚染されていた。以前にゴールウェイの水道システムを改善するために割り当てられた資金が使われていなかったことが明らかになり、論争が起きた。環境大臣のディック・ロシュは、この問題に取り組むための追加資金の割り当てを後に発表した。対策には、既存の水処理と濾過のシステムの改良、ゴールウェイ県のチュアムにあるルイムナ処理工場から水の輸入の計画が含まれる。この工場には、クリプトスポリジウムを根絶、濾過するための設備がある。

### 外来種
その他外来生物には、魚類生態系を脅かす水草のクロモモドキの発生、縞状二枚貝のカワホトトギスガイの増殖がある。

## 島々
コリブ湖には365島あると言われているが、湖の海図の作成者による最近の数字は1,327島である。これらの島には、コングとオウタラードの中間にある、コリブ湖沿いの最も大きな樹木が茂った島のひとつ、インチャゴイル島がある。島からはマウムターク山脈、ジョイス・カントリー、コネマラ山地の景色が見える。島の周辺には、砂浜と森林がある。初期の修道院入植地とみられる、聖パトリック教会と「聖人」教会として知られる12世紀の教会がある。クロンファートの聖ブレンダンも、イギリスへの旅から戻った後、この湖の島でしばらく過ごしたと言われている。島の周辺には小道、古い墓地があり、少数の住民が住んでいた4つか5つの小屋の遺跡がある。
もう1つの湖の島は、マームとドーンの間にあるカスラーン・ナ・シルケ（Caislean-na-Circe）がある。この区域には、オコナーの古代のヘン城とオフラハティのスタンドが立っている岩を除いて、島々はない。この城は、イギリスのエリザベス1世の時代に住んでいた海賊女王、グレース・オマリーが住んでいた。1225年、控訴院裁判官はオド・オフラタティにカーク城をコノートの王であるオド・オコナーに譲った。これは、後者の忠実さの保証のためだった。
湖のクルーズは、コング、アッシュフォード城、ゴールウェイ市、オータラードから出発する。

## 作家への影響
オスカー・ワイルドの父であるウィリアム・ワイルドは、湖、コリブ湖、その海岸と島々について本を執筆した（1867年）。彼は湖のほとりにモイトゥーラ・ハウスと呼ばれる避暑地を建てた。
『アイリッシュ・タイムズ』は、パット・オシェイの子供向け小説『モリガンの猟犬』の「コリブ湖周辺の手つかずの田園地帯が発想を与えた」と述べている。